# Stypommisa xanthicornis
Stypommisa xanthicornis är en tvåvingeart som beskrevs av David Fairchild och Wilkerson 1986. Stypommisa xanthicornis ingår i släktet Stypommisa och familjen bromsar. Inga underarter finns listade i Catalogue of Life.